# Oezbekistan
Oezbekistan (uitspraak: [uzˈbekistɑn]), officieel de Republiek Oezbekistan (Oezbeeks: Oʻzbekiston Respublikasi), is een land in Centraal-Azië. Het grenst aan Kazachstan, Kirgizië, Tadzjikistan, Afghanistan en Turkmenistan.

## Geschiedenis
De val van het Mongoolse Rijk in Centraal-Azië bracht in de 15e eeuw verschillende Oezbeekse dynastieën aan de macht, die er onder meer de onafhankelijke rijken Chiva, Buchara (Bochara) en Kokand stichtten. Geleidelijk aan annexeerde en koloniseerde Rusland deze islamitische kanaten en emiraten rond Xiva, Buchara en Kokand in de laatste 30 jaar van de 19e eeuw en bracht ze uiteindelijk onder in het immense Midden-Aziatische generaal-gouvernement Turkestan van het Russische Rijk. De Oezbeken kwamen tot aan de Eerste Wereldoorlog meermalen in opstand. Tijdens de Russische Burgeroorlog (1918-1922) was Centraal-Azië een van de gebieden waar de oorlog het langst voortduurde, vooral door het verzet van de Basmatsji's, die een islamitische staat wilden. Al in 1918 werd eveneens de communistische Turkestaanse Autonome Socialistische Sovjetrepubliek opgezet.
Het verzet tegen het Rode Leger was halverwege de jaren 1920 grotendeels neergeslagen en in 1924 werd de Oezbeekse Socialistische Sovjetrepubliek gevormd, waartoe tot 1929 eveneens de Tadzjiekse Socialistische Sovjetrepubliek behoorde. Gedurende het Sovjetregime was er een intensieve productie van het 'witte goud' (katoen) en graan, wat leidde tot overgebruik van agrochemicaliën en water. Hierdoor is een deel van het land zwaar vervuild en het Aralmeer en een aantal rivieren (vooral de Amu Darja) zijn hierdoor grotendeels verdroogd.

### Onafhankelijkheid
Oezbekistan werd in 1991 onafhankelijk met het uiteenvallen van de Sovjet-Unie. Sindsdien probeert het land zijn afhankelijkheid van de landbouw te verminderen, en zijn mineralen– en aardoliereserves te gebruiken.
Islom Karimov was sinds de onafhankelijkheid van het land president. In 1989 was hij reeds leider geworden van de toenmalige deelrepubliek van de Sovjet-Unie. Karimov hield het land in een stevige greep. Er was een oppositie, maar de verkiezingen werden steevast een overwinning voor Karimov en zijn partij. Vooral de militante islam werd stevig onderdrukt.
In 2001 sloot Karimov een verdrag met de Verenigde Staten, die vanuit Oezbekistan hun strijdkrachten in Afghanistan mochten bevoorraden. Toen echter in 2005 een demonstratie in de stad Andijan bloedig werd neergeslagen en het Westen stevige kritiek liet horen, sloot Karimov de Amerikaanse basis en zocht zijn toevlucht bij Rusland en China. Er werden bij een demonstratie 700 mensen gedood door het leger. Enkele jaren later sloot echter ook Pakistan zijn grens met Afghanistan voor Amerikaanse goederen, waardoor de bevoorrading van de ISAF-troepen in gevaar kwam. Vandaar dat de Westerse machten wederom bij Karimov aanklopten voor hulp. Hierdoor ontstond een breuk tussen Oezbeekse milities in Noord-Afghanistan en de ISAF-troepen, omdat veel Oezbeekse milities fel gekant waren tegen Karimov en zij de knieval zagen als erkenning van Karimovs regime. Daarna verdubbelde het aantal leden van Oezbeekse milities in Afghanistan binnen enkele maanden, en ontstond tijdelijk een onveilige situatie rond steden als Kunduz, waar de milities voor het eerst in jaren weer Taliban toelieten op grond van het feit dat zij dezelfde vijand hadden.
Karimov overleed in september 2016 zonder een opvolger te hebben aangeduid. Op 4 december 2016 werden verkiezingen gehouden en Sjavkat Mirzijojev werd met 88,6% van de stemmen de tweede president van het land sinds de onafhankelijkheid in 1991.

## Geografie
- Relatieve locatie: Centraal-Azië
- Hoogste punt: Hazrat Sulton (4643 m)

Het uiterste westelijke deel van Oezbekistan ligt op het Ustjurtplateau. Het deltagebied van de Amu Darja aan de zuidrand van het Aralmeer scheidt dit deel van het droge woestijnachtige centrale deel van Oezbekistan, de Kyzylkum, in het zuiden begrensd door het Amu Darjadal. De Kyzylkum gaat langzaam over in een heuvelgebied aan de voet van de Tiensjan (Tian Shan). In dit heuvelgebied liggen de geïrrigeerde oase van Tasjkent en de Kleine of Zuidelijke Hongersteppe. Ook Fergana, het meest oostelijke deel van Oezbekistan, ligt te midden van de hoge ketens van de Tiensjan en de Pamir. De meeste rivieren ontspringen als smeltwaterrivieren in de Tiensjan en de Pamir; veel van de kleinere rivieren echter verliezen na hun intrede in de woestijn zoveel water dat zij ten slotte ophouden te bestaan. De belangrijkste rivieren zijn de Amu Darja met haar zijrivieren Soerchandarja en Zeravsjan en de Syr Darja met haar zijrivier Tsjirtsjik, die beide uitmonden in het Aralmeer. Het klimaat is streng continentaal en zeer droog.

## Demografie
Volgens meest recente schattingen telt Oezbekistan 32.120.500 inwoners (1 januari 2017). Dat is een forse stijging vergeleken met het jaar 1926: toen telde het land slechts 4,6 miljoen inwoners.
De bevolking is in een sneltempo aan het  verstedelijken. In 2017 woonde een meerderheid van de bevolking in steden (50,6%). In 1989, kort voor de val van het communisme, was de urbanisatiegraad 40,7% en vijftig jaar daarvoor, in 1939, was dit nog slechts 23,4%.
De bevolkingsontwikkeling van de afgelopen eeuw ziet er als volgt uit:
| 1926        | 1939        | 1959        | 1970         | 1979         | 1989         | 2011         | 2017         |
| ----------- | ----------- | ----------- | ------------ | ------------ | ------------ | ------------ | ------------ |
| 4,6 miljoen | 6,3 miljoen | 8,1 miljoen | 11,8 miljoen | 15,4 miljoen | 19,8 miljoen | 29,1 miljoen | 32,1 miljoen |

In 2017 werden er 726,2 duizend kinderen geboren, terwijl er 154,8 duizend mensen stierven. Het geboortesurplus is +571,4 duizend mensen. Het geboortecijfer is 22,8‰ en het sterftecijfer is 4,9‰. De natuurlijke bevolkingsgroei is dus +17,9‰. De bevolkingsgroei vlakt de laatste jaren af. In 1991 was de natuurlijke bevolkingsgroei nog +28,3‰, vooral vanwege het hoge geboortecijfer van 34,5‰. De provincies in Surxondaryo en Qashqadaryo hebben het hoogste geboortecijfer.
Het gemiddeld kindertal is sinds 1991 gedaald van 4,2 tot 2,5 in 2016.
- Gemiddelde leeftijd: 28,5 jaar (2017), een stijging van 5,2 jaar vergeleken met 23,3 in het jaar 1991. De gemiddelde leeftijd is het hoogst in Tasjkent (32,8) en het laagst in Surxondaryo (26,7) en Qashqadaryo (26,9).
- Levensverwachting: 73,8 jaar (2016): Vrouwen (76,2 jaar) worden een stuk ouder vergeleken met mannen (71,4 jaar).
- Leeftijdsopbouw: 0-14 jaar: 34,7%, 15-64 jaar: 60,5%, 65 jaar en ouder: 4,7% (2003)
- Etnische groepen: Oezbeken 83,8%, Tadzjieken 4,8%, Kazachen 2,5%, Russen 2,3%, Kirgiezen 0,9%, Wolga-Tataren 0,6%, anders: 2,9% (schatting 2017). De Karakalpakken (2,2%) worden sinds de onafhankelijkheid door de overheid bij de Oezbeken gerekend.[4] Het aantal etnische Russen is tussen 1991 en 2017 meer dan gehalveerd: van bijna 1,6 miljoen naar 750.000. Hetzelfde geldt voor etnische Oekraïners: van 146.800 naar 70.700 in dezelfde periode.
- Talen: Oezbeeks: 74,3%, Russisch 14,2%, Perzisch (Tadzjieks): 4,4%, anders: 7,1%

De officiële taal is het Oezbeeks, dat deel uitmaakt van de Turkse taalfamilie.

### Religie
De meeste Oezbeken zijn soennitische moslims (88%). Het islamitische centrum van Oezbekistan is de heilige stad Buchara. Door de antireligieuze houding van het Sovjetbewind was het lange tijd moeilijk na te gaan in hoeverre de bevolking nog praktiserend gelovig was.
De Russisch-orthodoxe christenen maken 9% van de bevolking uit.
De Katholieke Kerk heeft een Apostolische administratie in Oezbekistan met zetel in Tasjkent.

## Staatkunde en politiek
Oezbekistan werd onafhankelijk in 1991. De grondwet van 1992 voorziet in een presidentiële republiek en een parlement (Olij Madzlis) met 250 leden, die elke vijf jaar worden verkozen. De president wordt eveneens om de vijf jaar direct gekozen. Het kiesrecht geldt vanaf 18 jaar.
Oezbekistan is lid van de Organisatie van Turkse Staten. De Verenigde Staten beschouwen het land als een van de bondgenoten in de strijd tegen terrorisme. Dat land en de NAVO onderhielden een luchtmachtbasis in het land die echter in november 2005, na Amerikaanse kritiek op de Oezbeekse mensenrechtensituatie, gesloten werd door Oezbekistan.

## Bestuurlijke indeling
Oezbekistan bestaat uit twaalf provincies (viloyatlar), één stad (sahar) en de autonome republiek Karakalpakië (hoofdstad Nukus, oppervlakte 164.900 km², met 1.270.000 inwoners). De provincies en Karalpakië zijn verdeeld in districten (tuman), die weer verdeeld zijn in steden (shahar) en plattelandsgemeenten (qishloq fuqarolari yigʻini).

## Economie
De irrigatielandbouw is geconcentreerd in de vruchtbare oasegebieden langs de bovenloop van de Syr Darja (Ferganabekken), langs de Zeravsjan, in de omgeving van Samarkand en Buchara, in het dal van de Tsjirtsjik bij Tasjkent en aan de benedenloop van de Amu Darja bij Noekoes, waar katoen, luzerne, fruit, zijde, rijst en wijn worden geproduceerd. Oezbekistan is de tweede katoenproducent van de wereld. Bij de katoenoogst kwam op grote schaal kinderarbeid en gedwongen tewerkstelling voor.
De bodem is rijk aan grondstoffen. Vooral het Ferganabekken is in dit opzicht belangrijk (winning van koper, molybdeen, bismut, arseen, ozokeriet, fluoriet, uraan, zwavel, steenkool en aardolie). Daarnaast komt nog steenkool voor bij Angren, ten oosten van Tasjkent en bij Bekabad aan de Syr Darja, voorts in de zeer rijke aardgasvelden van Gazli, Dzjarkak en Moebarek bij Buchara (pijpleidingen naar de Oeral en Tasjkent).
Oezbekistan is lid van de Verenigde Naties, het Gemenebest van Onafhankelijke Staten (GOS), het IMF en de Wereldbank, de OVSE en is aangesloten bij de NAVO via het Partnerschap voor Vrede.

### Energie
In 2014 produceerde het land 56 miljoen ton olie-equivalent (Mtoe), voor 90% aardgas. (1 Mtoe = 11,63 TWh, miljard kilowattuur). Dat was meer dan nodig voor de energievoorziening, het TPES (total primary energy supply): 44 Mtoe. Het land exporteerde 13 Mtoe gas.
Van de energie ging ongeveer 13 Mtoe verloren bij conversie in de energie-industrie. 1,6 Mtoe werd gebruikt voor niet-energetische producten zoals smeermiddelen, asfalt en petrochemicaliën. Voor eindgebruikers resteerde 29 Mtoe waarvan 4 Mtoe = 45 TWh elektriciteit die voor 21% met waterkracht opgewekt werd.
De uitstoot van kooldioxide was 98 megaton, dat is 3 ton per persoon, minder dan het wereldgemiddelde 4,5 ton per persoon.

### Armoede
Volgens het Ontwikkelingsprogramma van de Verenigde Naties leeft in Oezbekistan 27,2% van de bevolking onder de armoedegrens.

## Bezienswaardigheden
Itchan Kala, de historische centra van Buchara en van Sachrisabz en Samarkand behoren tot het UNESCO-werelderfgoed.